# KOBE DPRO.EXE
KOBE DPRO（こうべディプロ）は、兵庫県神戸市を拠点に活動するプロ3x3チーム。現在は3x3 UNITED ツアーに参加している。かつては3x3.EXE PREMIERに参加していた。

## 概要
運営法人は一般社団法人スポーツクラブ神戸ディプロと株式会社Root。兵庫県からはEPIC.EXEに次いで2チーム目、神戸市からは初めて3x3.EXE PREMIERに参入したチームである。

## 歴史
- 2021年 - 一般社団法人神戸ディプロがチームを設立。
- 2022年 - 3x3.EXE PREMIERに新規参入。チーム名は「KOBE DPRO.EXE」。
- 2024年 - 3x3.EXEを脱退し、3x3 UNITEDに参加。チーム名を「KOBE DPRO」に変更し、ロゴマークも変更。

## 所属選手
| No. | 名前       | 身長  | 体重  | 生年月日      | 出身     | 備考 |
| --- | ---------- | ----- | ----- | ------------- | -------- | ---- |
| 1   | 元澤陸     | 180cm | 72kg  | 1997年7月31日 | 兵庫県   |      |
| 2   | 古谷寿樹   | 177cm | 75kg  | 1998年8月23日 | 山口県   |      |
| 3   | 小島惇平   | 177cm | 80kg  | 1993年12月4日 | 和歌山県 |      |
| 7   | 船戸瑞貴   | 180cm | 100kg | 1994年7月21日 | 山口県   |      |
| 8   | 米田梨央   | 176cm | 64kg  | 1999年9月28日 | 東京都   |      |
| 22  | 武田倫太郎 | 175cm | 72kg  | 1991年6月8日  | 兵庫県   |      |
| 39  | 船山裕士   | 190cm | 93kg  | 1992年7月13日 | 奈良県   |      |
| 59  | 堀本侑汰   | 185cm | 82kg  | 2000年1月16日 | 兵庫県   |      |